# Nachal Mesura
Nachal Mesura (hebrejsky נחל משורה) je vádí v jižním Izraeli, v centrální části Negevské pouště.
Začíná v nadmořské výšce přes 400 metrů několik kilometrů jižně od vesnice Ašalim. Směřuje pak k severovýchodu kopcovitou pouštní krajinou. Ústí zleva do vádí Nachal Besor.